# Glömminge och Strandskogen
Glömminge och Strandskogen – miejscowość (tätort) w Szwecji, w regionie administracyjnym (län) Kalmar, w gminie Mörbylånga.
Według danych Szwedzkiego Urzędu Statystycznego liczba ludności wyniosła: 366 (31 grudnia 2015), 346 (31 grudnia 2018) i 341 (31 grudnia 2019).